# Особняк Лангелитье
Особняк предпринимателя И.М. Лангелитье — историческое жилое здание во Владивостоке. Построено в 1893 (или в 1896) году. Автор проекта неизвестен (предположительно — Александр Гвоздзиовский). Историческое здание на Пологой улице, 67 сегодня является объектом культурного наследия Российской Федерации.

## История
Красивый особняк внушительного вида на Пологой улице долго официально считался домом семьи Лангелитье. Иоганн Лангелитье — русский немец, гамбургского происхождения, в конце XIX века был одним из самых успешных коммерсантов Дальнего Востока России. Торговый дом «И. Лангелитье и К°» был одной из крупнейших торгово-промышленных компаний Владивостока. Согласно самой распространённой версии, дом Лангелитье был построен в 1893 (или в 1896) году по проекту архитектора Александра Гвоздзиовского. Существует мнение, что до 1903 года в особняке проживала семья предпринимателя, а позже он был продан местному предпринимателю Михаилу Суворову. 
К настоящему времени краевед Дмитрий Анча выдвинул версию, что Иоганн Лангелитье не имел отношения к особняку. Участок под здание в 1877 году купил у городских властей Август Менард, француз, владелец большой молочной фермы, на котором он возвёл огороды. В 1895 году участок продали городскому прокурору, барону Трофиму Рауш-Траубенбергу. Через два года на участке построили небольшой деревянный дом, а в 1898 году строение и земля перешли к Михаилу Суворову. По версии Анча, именно Суворов, известный во Владивостоке строительный подрядчик и домовладелец, возвёл на участке особняк в готическом стиле и позже сдавал его в аренду. 
В 1912 году Михаил Суворов передал особняк в долгосрочную аренду Владивостокской духовной консистории (её здание располагалось рядом), чтобы разместить в нём епархиальный училищный совет. Особняк был частично перестроен: появилась мансарда, новые окна, были перепланированы внутренние помещения. В 1924 году здание национализировали и передали в муниципальный жилой фонд, разделив на восемь квартир. Люди жили в нём вплоть до 1988 года. В начале 1980-х гг. здание включили в список памятников истории и культуры Владивостока и объявили объектом культурного наследия регионального значения под именованием «особняк Лангелитье». В начале 1990-х годов, в здание въехало Общество охраны памятников и над его фасадом был водружён выдуманный цветной «герб рода Лангелитье», так как генеалогия этого рода до сих пор остаётся неизвестной.         
После реставрации 1994 года здание начало разрушаться, так как рабочие покрыли кирпичную кладку жесткой цементной штукатуркой, хотя состав старого необожженного кирпича и подобный раствор несовместимы. В 2015 году приказом Министерства культуры РФ объект зарегистрирован в Едином государственном реестре объектов культурного наследия как памятник регионального значения. В 2018 году завершился 1-й этап реставрация особняка, в ходе которого зданию вернули исторический облик, восстановив разрушенную кирпичную кладку. 
Весь комплекс работ, включающий оборудование здания инженерными сетями и вентиляционными системами, а также благоустройство территории, был выполнен к июню 2019 года.

## Архитектура
Здание двухэтажное кирпичное, прямоугольное в плане. Расположено на склоне холма на земляной террасе, обрамлённой массивной подпорной стеной из естественного камня. В оформлении использованы приёмы готики, благодаря чему здание воспринимается как средневековый многобашенный замок. Главный фасад имеет трёхчастную симметричную композицию с высоким ризалитом по центру и двумя крыльями по сторонам. Стены поэтажно расчленены двойными поясами с поребриком и завершаются над вторым этажом рельефным фризом и зубчатым парапетом. Углы здания акцентированы разновысотными пинаклями, производящими издали впечатление башен. Окна имеют стрельчатое очертание. В центре фасада помещено сдвоенное окно, обрамлённое широкой готической аркой.            